# Обухівський районний історико-краєзнавчий музей
Обухівський краєзнавчий музей імені Юрія Домотенка (раніше Обухівський районний історико-краєзнавчий музей) — краєзнавчий музей у місті Обухів Київської області. Заснований у 1984 році. Розташований у приміщенні відділу культури, національностей та релігій Обухівської міської ради.
За рейтингом журналу «Музеї України», Обухівський районний історико-краєзнавчий музей визнано найкращим музеєм Київщини у 2006 році.

## Історія створення і діяльність

Меморіальна дошка Григорію Косинці (Стрільцю) на фасаді музею

Обухівський краєзнавчий музей було створено завдяки аматорам місцевої старовини, етнографії і слави (відомих земляків). Першим директором закладу став В.В. Кулінич. Після нього  тривалий час музеєм керував Заслужений працівник культури України Юрій Домотенко, який багато зусиль доклав до створення, розвитку і популяризації музею.
За час існування заклад не  змінював місце розташування,  місцевою владою  було прийнято рішення про розміщення закладу в сучасній будівлі, зокрема на 3-му поверсі, поруч з будинком культури в центрі міста (вул. Київська, 14), в якій також містяться відділ культури, національностей та релігій виконавчого комітету Обухівської міської ради, центральна публічна бібліотека для дорослих та дитяча бібліотека.. 
У музеї проводили конкурси художньої майстерності ім. Братів Гнипів, археологічно-історичні дослідження всіх населених пунктів Обухівщини, випускається краєзнавча література. Так, підготовлено туристичний путівник «Стежками Придніпров'я», де представлено привабливі місця цього маршруту, а до 85-літнього ювілею славного обухівця поета Андрія Малишка (1997 рік) створено кольоровий альбом-путівник «Малишків край». Також розроблено туристичний маршрут мальовничою Малишковою Обухівщиною, ведеться робота з розробки і відкриття туристичних маршрутів «Київська Русь», «Археологічні дослідження Хвойки», «Козаччина».

## Експозиція

Діорама «Обухівський ярмарок кінця XIX — початку XX ст.»

«Малишкова світлиця»

Робоча площа музею — 592 м², краєзнавчі експозиції розгорнуто в 11-ти експозиційних залах:
1. оглядова — знайомить відвідувачів із народногосподарським комплексом Обухівщини;
2. археологічна — тут експонуються пам'ятки археологічних культур, досліджених тут вченим-археологом Вікентієм Хвойкою, — трипільської, підгірцівської, зарубинецької, черняхівської; визначними експонатами є монументальна скульптурна композиція «Діва Трипілля» та діорама «Поселення черняхівської доби IV — VIII ст.ст.»; «Київська Русь та Литовський період» — історичні та археологічні матеріали давньоруської і литовської доби історії України;
3. «Козаччина» — чимало предметів і матеріалів доби Козаччини, зокрема, різьблений козацький іконостас, унікальні колекція тогочасної кераміки, предметів побуту, зброї;
4. «Кінець 19 - початок 20 століття» — матеріали періоду розвитку міста в 19-20 ст., особливу цікавість привертає оригінально виконана діорама «Обухівський ярмарок кінця XIX — початку XX ст.», що розміщена на площі 30 м²;
5. «Української революції 1917-1921рр.» — експонуються матеріали про боротьбу селянства Київської губернії проти більшовицької агресії, що виступали в повстанських зелених загонах, які очолював трипілець, отаман Данило Зелений. У залі є діорама «Трипілля в 1919 році», що відтворює епізод тієї боротьби.
6. "Голодомор" - центральне місце експозиції, присвяченої 1930-м рр., посідає «Вівтар Скорботи», приурочений пам'яті жертв розкуркулення, Голодомору і репресій;
7. «Друга світова війна» — найбільш наповнена експозиція, присвячена подвигу радянського народу у Німецько-радянській війні. У залі є діорама, що відтворює епізод оборонних на Трипільському плацдармі в серпні 1941 року. Широко представлена в залі епопея форсування Дніпра восени 1943 року. Представлені також матеріали про військового кореспондента, майора Андрій Малишка, встановлено скульптурне зображення (оригінал) «Малишко-воїн» (автор — скульптор Галина Кальченко);
8. «Гідності» — представлений період Майдану та російсько-української війни;
9. «Літературно-мистецька » — матеріали про славних обухівців-літераторів, у тому числі домашні архіви Григорія Косинки (наданий музеєві дружиною Тамарою Мороз-Стрілець), а також письменників Василя Васильовича Чухліба, С.П. Гриценка, П.Л. Швеця;
10. «Малишкова світлиця» — експонується значне число матеріалів, пов'язаних з і присвячених Андрію Малишку — на основі сімейного архіву видатного сучасного поета, переданого дружиною поета, відомою поеткою Любов'ю Забаштою, створено експозицію музейної Малишкової світлиці, в якій представлені особисті і домашні речі київської Малишкової квартири, його бібліотека. Також у залі встановлене скульптурне погруддя поета, створене відомим українознавцем Іваном Гончарем;
11. етнографічна — тут представлені зразки декоративно-ужиткового мистецтва і народних ремесел Обухівщини, зокрема, колекції відомих обухівських рушників, світову славу яким принесла Малишкова «Пісня про рушник».